# La confraternita dell'uva
La confraternita dell'uva (titolo originale in inglese The Brotherhood of the Grape) è un romanzo di John Fante, pubblicato per la prima volta in volume negli Stati Uniti nel 1977, prima edizione italiana pubblicata come La confraternita del Chianti da Leonardo e successivamente da Marcos y Marcos. Il nuovo titolo italiano è apparso per Einaudi.

## Il romanzo
Ne La confraternita dell'uva John Fante descrive la storia di suo padre e dei suoi amici, «la storia di quattro italiani vecchi e ubriaconi», come egli stesso la definisce in una lettera a Carey McWilliams del 1974.
Il vero protagonista del racconto è il vecchio Nick Molise, muratore in pensione in perenne conflitto col figlio Mario, con la moglie e con l'altro figlio scrittore, Henry Molise.
In realtà si può intravedere attraverso la figura di Nick Molise quella del padre dell'autore.
Il romanzo si snoda fra i conflitti familiari, le idee praticamente irraggiungibili di Nick ed i suoi progetti mai realizzati, il fallimento dei sogni e la finale comprensione dei propri limiti.
Fante descrive in questo romanzo il difficile rapporto col padre tratteggiando con la sua solita ironia amara un ritratto impietoso e realistico della propria famiglia.

## Edizioni
- La confraternita del Chianti, traduzione di Francesco Durante, Milano, Leonardo, 1990.
- La confraternita del Chianti, Collana Gli Alianti n.27, Roma, Marcos y Marcos, marzo 1995, ISBN 978-88-7168-122-1.
- La confraternita dell'uva, traduzione di Francesco Durante, Prefazione di Vinicio Capossela, Collana Stile libero, Torino, Einaudi, 2004,  pp. 232, cap.31, ISBN 978-88-06-17062-2.

## Curiosità
Il brano L'accolita dei rancorosi, contenuto nell'album Il ballo di San Vito di Vinicio Capossela, è un esplicito omaggio al romanzo. Dal libro ha preso ispirazione anche la compagnia teatrale italiana La Confraternita del Chianti.